# Jüdischer Friedhof (Trendelburg)
Der jüdische Friedhof Trendelburg in Trendelburg, in der gleichnamigen Kleinstadt im nordhessischen Landkreis Kassel in Hessen, befindet sich im westlichen Teil der Ortslage an dem direkt angrenzenden kommunalen Friedhof und ist über die Straßen Altes Tor und Steintor erreichbar.

## Beschreibung
Der jüdische Friedhof Trendelburg ist im Jahr 1746 für die jüdische Gemeinde als Begräbnisstätte angelegt worden und wurde auch für die verstorbenen jüdischen Einwohner aus Sielen, Hümme und Eberschütz bis zum Jahr 1846 belegt. Die ältesten Grabsteine aus dem 18. Jahrhundert wurden in einer Friedhofsdokumentation vor der NS-Zeit dokumentiert. In dieser Dokumentation werden insgesamt 86 Gräber mit Grabsteinen aufgeführt, welche vermutlich im Jahr 1936 umgeworfen, zerschlagen und die Fragmente der Grabsteine mit Hakenkreuzen beschmiert wurden. Anschließend wurde die Friedhofsfläche durch eine Anordnung der Nationalsozialisten fast vollständig abgeräumt. Die letzten Beisetzungen waren zu diesem Zeitpunkt erst wenige Wochen zuvor durchgeführt worden. Es sind wenige Grabsteine der Familien Wertheim, Giesberg und Weinheim bestehen geblieben und nach dem Ende des Zweiten Weltkrieges wurde ein Gedenkstein errichtet. Er trägt folgende Inschrift:
Hier ruhen die Gebeine der Juden von Trendelburg. Zeuge sei dieser Gedenkstein für alle Grabsteine, die einst an diesem Ort standen und durch Naziterror vernichtet wurden 1938–1945
Das Areal des Friedhofs besteht aus einer rechteckigen Fläche, welche mit einzelnen Bäumen und einer Hecke an den beiden Längsseiten bewachsen ist. Ein den Friedhof umschließender Holzzaun mit einem einfachen Holztor grenzt den jüdischen vom christlichen Friedhofsbereich ab.
Die Friedhofsfläche umfasst 4,77 Ar und ist wie alle jüdischen Friedhöfe im Bundesland Hessen aus geschichtlichen Gründen besonders geschützt. Die Schutzwürdigkeit eines Kulturdenkmals hängt nicht von der Eintragung in das Denkmalverzeichnis des Landes Hessen oder der Veröffentlichung in der Denkmaltopographie ab.